# キリスト教哲学
キリスト教哲学（英: Christian philosophy）とは、キリスト教内における哲学的営みのこと。ユダヤ哲学やイスラム哲学と同じく、キリスト教的環境・思想内にギリシア哲学、特にプラトンやアリストテレス、ストア派、更にはネオプラトニズムやグノーシス主義の思想が吸収されて成立した思想態度・思想内容を指す。
古代の教父哲学（2世紀-8世紀末）、中世のスコラ哲学（9世紀-15世紀末）を主な内容とし、特に後者は欧州における中世哲学の主流を成した。

## 歴史

### 古代
古代には、キリスト教内の著述家・理論家である教父達によって、ギリシア哲学とキリスト教の融合が成されていった。初期には専らギリシア語圏のギリシア教父からそれが始まり、徐々にラテン語圏のラテン教父にも、ギリシア哲学を吸収する態度が広まった。
主な教父哲学者は、以下の通り。
- ユスティノス
- テルトゥリアヌス
- エイレナイオス
- アレクサンドリアのクレメンス
- オリゲネス
- アウグスティヌス
- アレクサンドリアのアタナシオス
- ディオスコロス
- ガイウス・マリウス・ウィクトリヌス
- ネメシオス
- 金口イオアン
- 偽ディオニシウス・アレオパギタ
- カッパドキア三教父
  - カイサリアのバシレイオス
  - ナジアンゾスのグレゴリオス
  - ニュッサのグレゴリオス

その他の人物としては、ボエティウスなどがいる。

### 中世
中世には、中東のイスラム哲学を経由して、アリストテレスの著作・思想が欧州へと再輸入され、スコラ哲学が形成される契機となった。
主なスコラ哲学者は、以下の通り。
- アンセルムス
- ピエール・アベラール
- トマス・アクィナス
- ヨハネス・ドゥンス・スコトゥス
- オッカムのウィリアム

### 近代
近代に入ると、理性に依拠した近代哲学が台頭するが、トマス・ホッブズ、ジョン・ロック、ルネ・デカルト等からヘーゲル等に至るまでの17世紀-19世紀前半の近代哲学者のほとんどは、当時の欧州ではまだキリスト教の社会的影響力が大きかったこともあり、実際にはキリスト教に対して記述の多くを割いているし、哲学とキリスト教が調和できるように努めている。また当然、そのほとんどはキリスト教徒である。したがって、近代哲学者のほとんどは、広い意味でのキリスト教哲学者であるともいえる。
19世紀中盤になると、実存主義の創始者といわれるセーレン・キェルケゴールが死に至る病などのキリスト教哲学を築いた。
19世紀後半には、カール・ヒルティがキリスト教精神に基づいた幸福論を築いた。
また、20世紀前半にはスコラ学の復興運動である新スコラ学（新トマス主義）が起こった。20世紀後半のポストモダンの分野ではジャン＝リュック・マリオンがいる。

## 日本語訳
- 『中世思想原典集成』シリーズ 平凡社